# Feedhunting

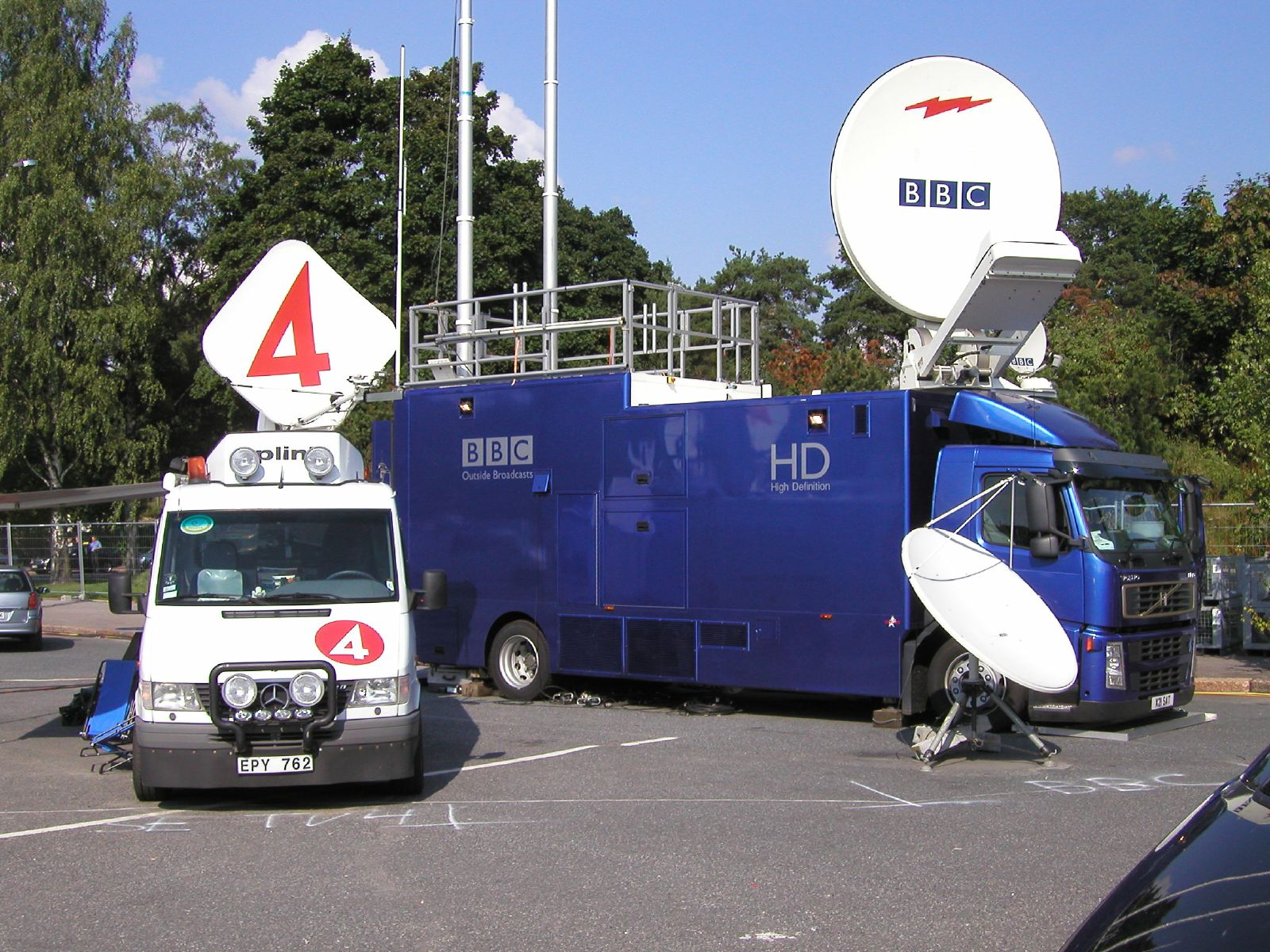
Der TV4 und BBC HD Satelliten-Uplink bei der IAAF Leichtathletik-Weltmeisterschaften in Helsinki, Finnland

Feedhunting ist ein Hobby von an Satellitentechnik begeisterten Menschen.
Der Begriff Feedhunter ist eine Kombination zum einen aus dem englischen Wort Feed, welches für Zuführung steht – und zum anderen aus Hunting was im deutschen als Jäger umschrieben wird.
Dem Feedhunter geht es darum, Überspielungen und Livesendungen von Fernsehsendern bzw. mobilen DSNG-Trucks direkt vom Nachrichtensatelliten zu empfangen, bevor das Rohmaterial in evtl. geschnittener Form auf dem eigentlichen Fernsehsender ausgestrahlt wird. Das können z. B. Nachrichten-Interviews, Sportübertragungen, Pressekonferenzen, Konzerte oder vorproduzierte Sendungen/Sendungsbeiträge sein.

## Empfang
Feeds sind nicht auf den üblichen Fernsehsatelliten wie Astra oder Hotbird zu finden. In der Regel werden aus Kosten- und Kapazitätsgründen ältere und leistungsschwächere Satelliten auf unpopulären Positionen im geostationären Orbit verwendet.
Zum Empfang der Übertragungen sind oft aufgrund der schwachen Sendeleistung des Satelliten Parabolantennen ab 90 cm Durchmesser erforderlich. Die verwendete Empfangstechnik unterscheidet sich nur gering vom herkömmlichen Sat-Empfang – so wird auch in der DVB-S- und DVB-S2-Norm gesendet. Lediglich die Farbunterabtastung 4:2:2 ist oft nur mit einem professionellen Receiver oder am Computer dekodierbar (z. B. mit ffdshow). Diese Übertragung in 4:2:2 ermöglicht für den Programmveranstalter ein bedeutend verlustärmeres Bild, als zum sonst genutzten herkömmlichen 4:2:0.
Da der Sender nicht zum Empfang in Privathaushalten gedacht ist, kommen auch oftmals bei HDTV-Übertragungen hohe FEC-Werte (5/6, 8/9) und ungünstige Modulationen z. B. DVB-S2 8PSK zum Einsatz, die die Datenrate erhöhen, aber den Empfang erheblich erschweren, da man ein viel besseres Signal zum Empfang benötigt.
Inzwischen sind bereits erste Feeds in noch höheren Modulationsmodi – etwa DVB-S2 16APSK oder DVB-S2 32APSK – gesichtet worden, die momentan nur mit professionellen PC-Karten empfangbar sind.
Die schmalbandigen Feed-Transponder sind dabei nur für die kurze Dauer der Übertragung aktiv, was das Auffinden selbiger erheblich erschwert. So werden zum Feedhunting Sat-Receiver mit Blindscan-Funktion bevorzugt. Diese können im Gegensatz zum herkömmlichen Sat-Receiver einen echten Suchlauf starten, auch ohne Eingabe der exakten Frequenzparameter wie z. B. Polarisation, Modulation, Symbolrate und Fehlerkorrekturrate.
Einige Feeds werden auch verschlüsselt ausgestrahlt, sodass ein Betrachten dieser Sender unmöglich ist.
Oftmals unterscheidet sich auch der Name des gefundenen Senders in der Form, dass dieser keine Hinweise auf das übertragende Programm gibt, sondern den Namen des Übertragungswagen oder der Herstellerfirma beinhaltet, etwa TandbergTV.
Zum Vergleich: Mit der Suchlauf-Funktion eines normalen Sat-Receivers wird nur eine im Gerät gespeicherte Transponderliste mit festgelegten Parametern abgegangen, neue Träger werden dabei nicht oder nur mit der DVB-NIT gefunden.
Durchsucht wird das Ku-Band (10,7 bis 12,75 GHz) oder das in Europa wenig eingesetzte C-Band (3,4 bis 4,2 GHz). Einige Orbitalpositionen werden teilweise auch zum Direktempfang benutzt. Ein Beispiel ist Astra 23,5° Ost, der den niederländischen und südosteuropäischen Fernsehmarkt direkt bedient und bei dem sich die Feeds (z. B. der 3. Fußball-Liga) in den Bereichen 11,45–11,7 GHz vertikal/horizontal und 12,55–12,75 GHz vertikal befinden.

## Für Feedübertragungen bekannte Satelliten
Europa:
- Eutelsat 36B (36° Ost)
- Eutelsat 33A (33,2° Ost)
- Astra 3B (23,5° Ost)
- Eutelsat 16A (16,0° Ost)
- Eutelsat 10A (10,0° Ost)
- Eutelsat 7A (7° Ost)
- Astra 4A/SES-5 (4,8° Ost)
- Thor 5/6 Intelsat 10-02 (1° West)
- Amos 2/3 (4° West)
- Eutelsat 5A (5° West)
- Eutelsat 8 West A (8,0° West)
- Eutelsat 12 West A (12,5° West)
- Telstar 12 (15° West) Oft Feeds von Amerika nach Europa
- NSS 7 (22,0° West)
- Intelsat 905 (24,5° West)
- Intelsat 907 (27,5° West)
- Hispasat 1C/D/E (30° West)
- Intelsat 903 (34,5° West)

Naher Osten:
- BADR 4/5/6 (26° Ost)
- Eutelsat 21A (21,6° Ost)
- Eutelsat 3C (3,1° Ost)
- Rascom-QAF 1R (2,8° Ost)